# Domnivet
Domnivet är en orkester från Landskrona som bildades 1952 och spelar i huvudsak swingmusik. Medlemmar (2010) är Olle Engbe (piano, dragspel), Bertil Edpalm (vibrafon, sång), Jan Nordehammar (klarinett, saxofon), Jörgen Telg (bas), Peter Nordehammar (trummor) och Rosa Rydberg (sång). Domnivet har spelat bland annat i Berwaldhallen och Stockholms stadshus och kompat artister som Siw Malmkvist, Svante Thuresson, Östen Warnerbring och Carli Tornehave.
Bandnamnet kommer från när bandet, då namnlöst, skulle spela i Karlslund och var tvungna att anmäla ett namn. Dåvarande trumslagaren, Arne Molin, arbetade som reklamchef, och skulle sätta samman en annons inför spelningen. Efter en lek med bokstäver lade Bertil Edpalm samman namnet "Demnivet" men då sa Rune Gräns, kompis till bandet, att ni borde heta "Domnivet" och så kom namnet till.